# Émeline K/Bidi
Émeline K/Bidi (prononcé [kɛʁbidi]), née le 13 mai 1987 à Saint-Denis (La Réunion), est une femme politique française.
Elle est élue députée dans la 4e circonscription de La Réunion lors des élections législatives de 2022. Elle siège au sein du groupe GDR et est membre de la commission des Lois de l'Assemblée nationale.

## Biographie

### Études et profession
Fille d'un instituteur et d'une femme de ménage, Émeline K/Bidi suit toutes ses études à La Réunion, puis travaille pendant un an comme juriste pour financer son année à l'École de formation des barreaux (EFB) de Paris.
Titulaire d'une licence de droit, d'un master en droit des affaires et du certificat d'aptitude à la profession d'avocat (CAPA), Émeline K/Bidi prête serment le 5 avril 2013 à la cour d'appel de Saint-Denis et s'inscrit au barreau de Saint-Denis où elle exerce en qualité d'avocate collaboratrice jusqu'en novembre 2018, avant de rejoindre le barreau de Saint-Pierre,.

### Parcours politique
Élue sur la liste de Patrick Lebreton à Saint-Joseph lors des élections municipales de 2020, elle devient sixième adjointe au maire chargée de l'aménagement et des ressources humaines,.
Le 19 juin 2022, Émeline K/Bidi est élue députée dans la quatrième circonscription de La Réunion avec le soutien de la Nouvelle Union populaire écologique et sociale (NUPES). Elle obtient un score de 61 %, devant le député Les Républicains sortant, David Lorion. À l'Assemblée nationale, elle intègre le groupe de la Gauche démocrate et républicaine (GDR), aux côtés de deux autres députés de La Réunion, Karine Lebon et Frédéric Maillot.
Alors que son mandat est écourté le 9 juin 2024 en raison d'une dissolution parlementaire décidée par Emmanuel Macron, elle se représente aux élections législatives anticipées dans la quatrième circonscription de La Réunion. Elle est en ballottage favorable lors du premier tour avec 42,28 % des suffrages exprimés. Elle est réélue au second tour avec 61 % des voix.
Le 18 juillet 2024, elle est élue co-présidente du groupe GDR, partageant cette fonction avec André Chassaigne puis avec Stéphane Peu qui succède à André Chassaigne le 31 mars 2025, bien que cette possibilité ne soit pas offerte par le règlement de l'Assemblée nationale,.